# Starmaker (nummer)
"Starmaker" is een lied geschreven door Bruce Roberts en Carole Bayer Sager voor Roberts' debuutalbum uit 1977. 
De versie van Roberts kreeg weinig bekendheid, maar het nummer werd in 1982 een wereldhit als tweede single van de groep  The Kids from "Fame", bestaande uit leden van de cast van de Amerikaanse televisieserie Fame (die weer gebaseerd was op de gelijknamige film uit 1980). Dit nummer werd, na de titeltrack, de succesvolste single van de serie.
"Starmaker" werd in maart 1982 in de VS uitgebracht en pas een half jaar later in Europa. In de Britse hitlijst wist het de derde plek te halen en in de Nederlandse Top 40 haalde het plek vijf.
Het lied is gecoverd door Paul Anka voor zijn album Listen to Your Heart uit 1978 en door Judy Collins voor het album Hard Times for Lovers uit 1979.

## NPO Radio 2 Top 2000
| Nummer met noteringen in de NPO Radio 2 Top 2000 | '99  | '00 | '01  |
| ------------------------------------------------ | ---- | --- | ---- |
| Starmaker                                        | 1578 | -   | 1965 |

1. ↑  Een '-' betekent dat het nummer niet was genoteerd en een vetgedrukt getal geeft de hoogste notering aan.
2. ↑  Deze tabel is bijgewerkt tot en met de laatste editie (2024).